# Neopostega
Neopostega is een geslacht van vlinders van de familie oogklepmotten (Opostegidae).

## Soorten
- N. asymmetra D.R. Davis & J.R. Stonis, 2007
- N. distola D.R. Davis & J.R. Stonis, 2007
- N. falcata D.R. Davis & J.R. Stonis, 2007
- N. longispina D.R. Davis & J.R. Stonis, 2007
- N. petila D.R. Davis & J.R. Stonis, 2007